# Bălteni (Vaslui)
Bălteni es una comuna ubicada en el distrito de Vaslui, Rumania.

## Superficie
Posee una superficie de 32,31 kilómetros cuadrados.

## Demografía
Hasta 2021 la población era de 1585 habitantes, con una densidad de población de 49,06 habitantes por kilómetro cuadrado.